# (523622) 2007 TG422
(523622) 2007 TG422 ist ein großes transneptunisches Objekt, das bahndynamisch als «Extreme trans-Neptunian object» (ETNO) und als nahes oder erweitertes Scattered Disc Object (SDO oder DO) eingestuft wird. Aufgrund seiner Größe gehört der Asteroid zu den Zwergplanetenkandidaten.

## Entdeckung
2007 TG422 wurde am 3. Oktober 2007 von einem Astronomenteam, bestehend aus Andrew Becker, Andrew Puckett und Jeremy Martin Kubica mit dem 2,5-m-Ritchey-Chretien-Teleskop am Apache-Point-Observatorium (New Mexico) entdeckt. Die Entdeckung wurde am 26. Februar 2008 zusammen mit dem Plutino 2007 TH422 und den Zentauren 2007 TJ422, 2007 UL126 und 2007 VH305 bekanntgegeben, der Planetoid erhielt am 25. September 2018 von der IAU die Kleinplaneten-Nummer 523622.
Nach seiner Entdeckung ließ sich 2007 TG422 auf Fotos, die ebenfalls am Apache-Point-Observatorium gemacht wurden, bis zum 5. September 2007 zurückgehend identifizieren und so seinen Beobachtungszeitraum um etwa einen Monat verlängern, um so seine Umlaufbahn genauer zu berechnen. Seither wurde der Planetoid durch verschiedene erdbasierte Teleskope beobachtet. Im Oktober 2018 lagen insgesamt 171 Beobachtungen über einen Zeitraum von 11 Jahren vor. Die bisher letzte Beobachtung wurde im Januar 2018 am Pan-STARRS-Teleskop (PS1) (Maui) durchgeführt. (Stand 24. März 2019)

## Eigenschaften

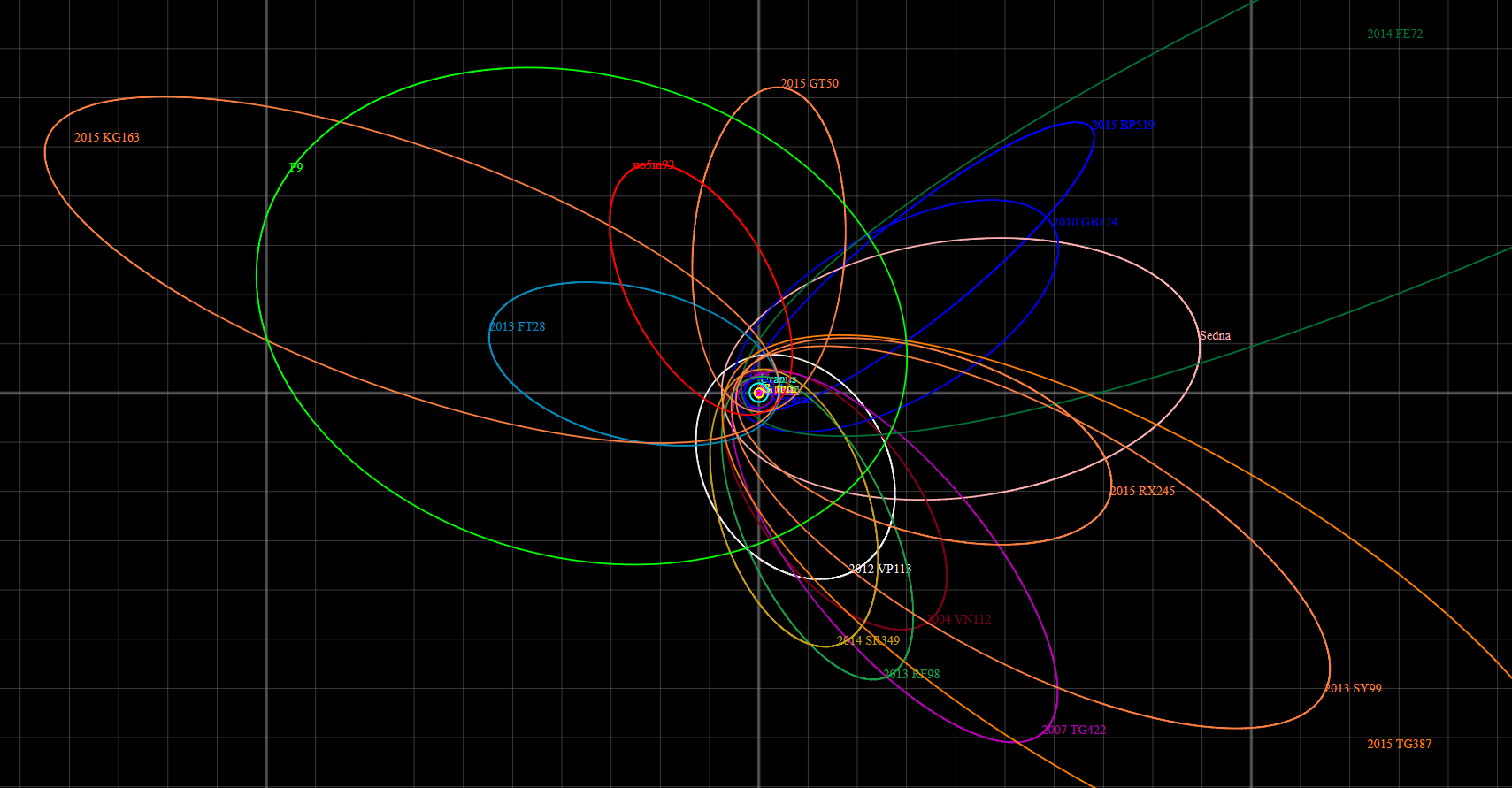
Die Bahn von 2007 TG_{422} (lila) im Vergleich zu anderen entfernten Planetoiden.

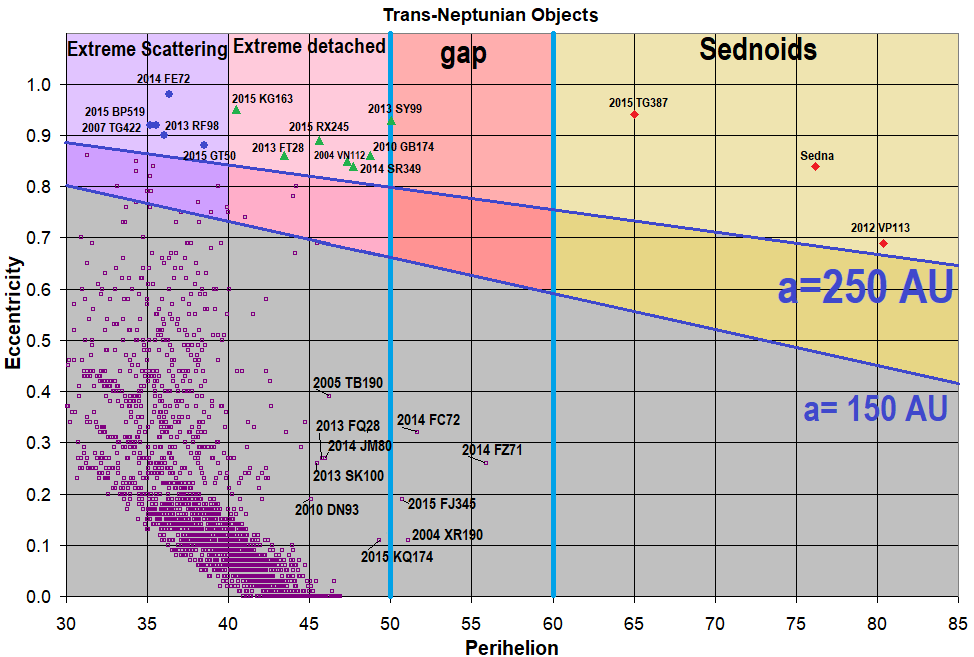
2007 TG_{422} als Bestandteil der Gruppe der Extreme Scattering Objects.

### Umlaufbahn
2007 TG422 umkreist die Sonne in 10279,78 Jahren auf einer hochgradig elliptischen Umlaufbahn zwischen 35,53 AE und 910,01 AE Abstand zu deren Zentrum. Die Bahnexzentrizität beträgt 0,925, die Bahn ist 18,62° gegenüber der Ekliptik geneigt. Derzeit ist der Planetoid 38,05 AE von der Sonne entfernt. Das Perihel durchlief er das letzte Mal 2005, der nächste Periheldurchlauf dürfte also im Jahre 12285 erfolgen.
Aufgrund der extremen Bahnelemente zählt 2007 TG422 zu den Extreme trans-Neptunian objects (ETNO), die sich typischerweise in drei Gruppen einteilen lassen und Halbachsen von mindestens 150 AE und Perihel über 38 AE aufweisen. Dabei gehört 2007 TG422 zu den Himmelskörpern, die zu der Suche nach Planet Neun führten. Da sein Perihel allerdings unter 38 AE liegt, bildet er mit 2013 RF98, 2014 FE72, 2015 BP519 und 2015 GT50 innerhalb dieser ETNO eine eigene Gruppe (Extreme Scattering Object); diese Objekte haben Perihelia über 30 AE und Halbachsen über 250 AE und scheinen noch dem gravitativen Einfluss von Neptun zu unterliegen.
Aufgrund der hohen Bahnexzentrizität von 2007 TG422 können verschiedene Epochen recht verschiedene heliozentrische ungestörte Zweikörper-Lösungen zum Aphel erzeugen. In der 2007-Epoche hatte der Planetoid eine Umlaufperiode von etwa 10,611 Jahren mit dem Aphel bei 930 AE. Die 2012-Epoche zeigte dagegen eine Umlaufperiode von etwa 13512 Jahren mit dem Aphel bei 1099 AE. Für Objekte mit derart hoher Exzentrizität sind die baryzentrischen Koordinaten stabiler als die heliozentrischen Koordinaten. Das Horizons-System des JPL unter Anwendung eines Beobachtungsbogens von fünf Jahren erzeugt für die Epoche 2008 eine baryzentrische Umlaufperiode von 11300 Jahren mit dem Aphel bei 503 AE. Zum Vergleich weist Sedna eine baryzentrische Umlaufperiode von 11400 Jahren mit dem Aphel bei 506 AE auf. 2006 SQ372 und 2000 OO67 benötigen nach baryzentrischen Koordinaten für einen Sonnenumlauf länger als Sedna und 2007 TG422.
| Datum                                      | Aphel | Umlaufperiode |
| ------------------------------------------ | ----- | ------------- |
| 28.08.2007                                 | 932   | 10652         |
| 30.09.2012                                 | 1099  | 13512         |
| 16.02.2017                                 | 917   | 10399         |
| 26.06.2018                                 | 901   | 10143         |
| 27.04.2019                                 | 910   | 10280         |
| 2017 Baryzentrisch                         | 970   | 11300         |
| Die aktuelle Bestimmung ist fett markiert. |       |               |

Sowohl Marc Buie (DES) als auch das Minor Planet Center klassifizieren den Planetoiden als SDO; letzteres führt ihn auch allgemein als «Distant Object». Das Johnston’s Archive führt ihn dagegen als erweitertes SDO (ESDO bzw. DO) auf.

### Größe
Derzeit wird von einem Durchmesser von 330 km ausgegangen, basierend auf einem Rückstrahlvermögen von 4 % und einer absoluten Helligkeit von 6,5 m. Ausgehend von diesem Durchmesser ergibt sich eine Gesamtoberfläche von etwa 342.000 km2. Die scheinbare Helligkeit von 2007 TG422 beträgt 22,49 m.
Da es denkbar ist, dass sich 2007 TG422 aufgrund seiner Größe im hydrostatischen Gleichgewicht befindet und somit weitgehend rund sein könnte, erfüllt er möglicherweise die Kriterien für eine Einstufung als Zwergplanet. Mike Brown geht davon aus, dass es sich bei 2007 TG422 vielleicht um einen Zwergplaneten handelt.
2007 TG422 scheint eine bläuliche (neutrale) Färbung aufzuweisen, weswegen die Albedo als vergleichsweise tief angenommen wird.
| Jahr                                         | Abmessungen km | Quelle   |
| -------------------------------------------- | -------------- | -------- |
| 2018                                         | 222,0          | Johnston |
| 2018                                         | 330,0          | Brown    |
| Die präziseste Bestimmung ist fett markiert. |                |          |